# OR1B1
OR1B1 (англ. Olfactory receptor family 1 subfamily B member 1 (gene/pseudogene)) – білок, який кодується однойменним геном, розташованим у людей на короткому плечі 9-ї хромосоми. Довжина поліпептидного ланцюга білка становить 318 амінокислот, а молекулярна маса — 35 293.
| 10         |  | 20         |  | 30         |  | 40         |  | 50         |
| ---------- |  | ---------- |  | ---------- |  | ---------- |  | ---------- |
| MMSFAPNASH |  | SPVFLLLGFS |  | RANISYTLLF |  | FLFLAIYLTT |  | ILGNVTLVLL |
| ISWDSRLHSP |  | MYYLLRGLSV |  | IDMGLSTVTL |  | PQLLAHLVSH |  | YPTIPAARCL |
| AQFFFFYAFG |  | VTDTLVIAVM |  | ALDRYVAICD |  | PLHYALVMNH |  | QRCACLLALS |
| WVVSILHTML |  | RVGLVLPLCW |  | TGDAGGNVNL |  | PHFFCDHRPL |  | LRASCSDIHS |
| NELAIFFEGG |  | FLMLGPCALI |  | VLSYVRIGAA |  | ILRLPSAAGR |  | RRAVSTCGSH |
| LTMVGFLYGT |  | IICVYFQPPF |  | QNSQYQDMVA |  | SVMYTAITPL |  | ANPFVYSLHN |
| KDVKGALCRL |  | LEWVKVDP   |  |            |  |            |  |            |

A: Аланін

C: Цистеїн

D: Аспарагінова кислота

E: Глутамінова кислота

F: Фенілаланін

G: Гліцин

H: Гістидин

I: Ізолейцин

K: Лізин

L: Лейцин

M: Метіонін

N: Аспарагін

P: Пролін

Q: Глутамін

R: Аргінін

S: Серин

T: Треонін

V: Валін

W: Триптофан

Кодований геном білок за функціями належить до рецепторів, g-білокспряжених рецепторів, білків внутрішньоклітинного сигналінгу. 
Локалізований у клітинній мембрані.